# Brewster, Ohio
Brewster är en ort i Stark County i delstaten Ohio, USA.